# حم شجيري
الحَمّ الشجيري (باللاتينية: Moricandia suffruticosa) نوع نباتي يتبع جنس الحَمّ من الفصيلة الكرنبية.

## الموئل والانتشار
موطن هذا النوع المغرب العربي.